# Julio Libonatti
Julio Libonatti (Rosario, 5 luglio 1901 – Rosario, 9 ottobre 1981) è stato un allenatore di calcio e calciatore argentino naturalizzato italiano, di ruolo attaccante.
Con 150 gol totali con la maglia del Torino si trova al secondo posto della classifica dei marcatori del club torinese dietro a Paolo Pulici (172).

## Carriera

### Club
Julio Libonatti, nato da genitori italiani, dopo essersi formato nel Belgrano di Rosario, inizia la sua carriera di calciatore professionista nell'altra squadra della sua città natale, il Newell's Old Boys. Il suo gioco funambolico e lo spiccato senso del gol porteranno Julio a diventare un idolo dei tifosi rossoneri col soprannome di matador.
Nell'estate del 1925, grazie alla convenzione che consentiva ai figli di italiani di fruire della doppia nazionalità, viene tesserato dal Torino.

Baloncieri, Libonatti e Rossetti formavano il trio delle meraviglie

Anche in Italia diventa presto un beniamino dei tifosi. Oltre alle doti funamboliche, tipiche dei calciatori argentini, Libo ha un'intelligenza tattica che gli consente di offrire spettacolari palloni da rete (in futuro verranno chiamati assist) ai due interni. Nei granata l'interno che sfrutta al meglio il gioco di Libonatti è Gino Rossetti. Da non dimenticare è che in quel Torino gioca anche un grande tessitore della linea d'attacco, il cervello della squadra, Adolfo Balon Baloncieri. I tre diventano un tutt'uno.
Nasce così il famoso trio delle meraviglie, che porterà il Torino a vincere due titoli di campione d'Italia (uno poi revocato) e uno perso nella finale con il Bologna.
Un dato riassume tutta la potenza di quell'attacco: nel campionato 1928-29, quello appunto perso d'un soffio contro il Bologna, la squadra segnò 117 reti in 33 partite. È numero che neanche il Grande Torino riuscirà a battere.
Con i granata Libonatti colleziona 241 presenze (239 di campionato e 2 di Coppa Italia), segnando 157 reti (150 in campionato e 7 in Coppa Italia).
Nel gennaio 1935 lascia i granata accasandosi, in serie B, con i rossoblu del Genova 1893 che grazie anche al suo apporto risaliranno subito nella massima serie. Con i genovesi militò sino al 1936.
Nel 1937 viene ingaggiato dal Libertas Rimini, rivestendo il duplice ruolo di allenatore/giocatore. Con i romagnoli ottenne il quinto posto del Girone D della Serie C 1937-1938.

### Nazionale
In Argentina a diciotto anni veste già la maglia biancazzurra arrivando a totalizzare 15 presenze, 8 reti e vincendo la Coppa America del 1921.
Nella Nazionale italiana, invece, grazie al suo status, è il primo oriundo a vestire la maglia azzurra, il 28 ottobre 1926. Collezionerà 17 presenze e 15 reti.

### Vita privata
Fuori dal campo Julio era un tipo spassoso, sempre allegro, pronto allo scherzo, amante della bella vita, delle donne e dell'eleganza. Si racconta che per vestirsi e indossare splendide camicie di seta spendesse grosse somme. Non seppe mai mettere da parte i molti quattrini che guadagnò negli anni che giocò in Italia (non paragonabili certamente alle somme di oggi ma per lo stipendio medio di allora, si poteva raccogliere una discreta fortuna), cosicché gli dovettero addirittura pagare il biglietto della nave quando decise di far ritorno in Argentina.

## Statistiche

### Presenze e reti nei club
| Stagione                 | Squadra                  | Campionato               | Campionato | Campionato | Totale   | Totale |
| Stagione                 | Squadra                  | Campionato               | Presenze   | Reti       | Presenze | Reti   |
| ------------------------ | ------------------------ | ------------------------ | ---------- | ---------- | -------- | ------ |
| 1917                     | Newell's Old Boys        | ?                        | ?          | ?          | ?        | ?      |
| 1918                     | Newell's Old Boys        | ?                        | ?          | ?          | ?        | ?      |
| 1919                     | Newell's Old Boys        | ?                        | ?          | ?          | ?        | ?      |
| 1920                     | Newell's Old Boys        | ?                        | ?          | ?          | ?        | ?      |
| 1921                     | Newell's Old Boys        | ?                        | ?          | ?          | ?        | ?      |
| 1922                     | Newell's Old Boys        | ?                        | ?          | ?          | ?        | ?      |
| 1923                     | Newell's Old Boys        | ?                        | ?          | ?          | ?        | ?      |
| 1924                     | Newell's Old Boys        | ?                        | ?          | ?          | ?        | ?      |
| 1925                     | Newell's Old Boys        | ?                        | ?          | ?          | ?        | ?      |
| Totale Newell's Old Boys | Totale Newell's Old Boys | Totale Newell's Old Boys | 141        | 78         | 141      | 78     |
| 1925-1926                | Torino                   | PD                       | 22         | 18         | 22       | 18     |
| 1926-1927                | Torino                   | DN                       | 27         | 21         | 29       | 28     |
| 1927-1928                | Torino                   | DN                       | 32         | 35         | 32       | 35     |
| 1928-1929                | Torino                   | DN                       | 25         | 24         | 25       | 24     |
| 1929-1930                | Torino                   | A                        | 10         | 6          | 10       | 6      |
| 1930-1931                | Torino                   | A                        | 29         | 14         | 29       | 14     |
| 1931-1932                | Torino                   | A                        | 31         | 16         | 31       | 16     |
| 1932-1933                | Torino                   | A                        | 32         | 7          | 32       | 7      |
| 1933-1934                | Torino                   | A                        | 30         | 9          | 30       | 9      |
| Totale Torino            | Totale Torino            | Totale Torino            | 238        | 150        | 240      | 157    |
| 1934-1935                | Genova 1893              | B                        | 19         | 6          | 19       | 6      |
| 1935-1936                | Genova 1893              | A                        | 27         | 7          | 29       | 8      |
| Totale Genoa             | Totale Genoa             | Totale Genoa             | 46         | 13         | 48       | 13     |
| 1937-1938                | Rimini                   | C                        | 0          | 0          | 0        | 0      |
| Totale carriera          | Totale carriera          | Totale carriera          | 425        | 241        | 425      | 241    |

### Cronologia presenze e reti in Nazionale
| Cronologia completa delle presenze e delle reti in nazionale ― Argentina | Cronologia completa delle presenze e delle reti in nazionale ― Argentina | Cronologia completa delle presenze e delle reti in nazionale ― Argentina | Cronologia completa delle presenze e delle reti in nazionale ― Argentina | Cronologia completa delle presenze e delle reti in nazionale ― Argentina | Cronologia completa delle presenze e delle reti in nazionale ― Argentina | Cronologia completa delle presenze e delle reti in nazionale ― Argentina | Cronologia completa delle presenze e delle reti in nazionale ― Argentina |
| Data                                                                     | Città                                                                    | In casa                                                                  | Risultato                                                                | Ospiti                                                                   | Competizione                                                             | Reti                                                                     | Note                                                                     |
| ------------------------------------------------------------------------ | ------------------------------------------------------------------------ | ------------------------------------------------------------------------ | ------------------------------------------------------------------------ | ------------------------------------------------------------------------ | ------------------------------------------------------------------------ | ------------------------------------------------------------------------ | ------------------------------------------------------------------------ |
| 19/10/1919                                                               | Buenos Aires                                                             | Argentina                                                                | 6 – 1                                                                    | Uruguay                                                                  | Amichevole                                                               | 3                                                                        |                                                                          |
| 02/12/1919                                                               | Montevideo                                                               | Uruguay                                                                  | 4 – 2                                                                    | Argentina                                                                | Amichevole                                                               | 1                                                                        |                                                                          |
| 18/07/1920                                                               | Montevideo                                                               | Uruguay                                                                  | 2 – 0                                                                    | Argentina                                                                | Amichevole                                                               | -                                                                        |                                                                          |
| 25/07/1920                                                               | Buenos Aires                                                             | Argentina                                                                | 1 – 3                                                                    | Uruguay                                                                  | Amichevole                                                               | -                                                                        |                                                                          |
| 08/08/1920                                                               | Buenos Aires                                                             | Argentina                                                                | 1 – 0                                                                    | Uruguay                                                                  | Amichevole                                                               | -                                                                        |                                                                          |
| 12/09/1920                                                               | Viña del Mar                                                             | Argentina                                                                | 1 – 1                                                                    | Uruguay                                                                  | Coppa America 1920                                                       | -                                                                        |                                                                          |
| 20/09/1920                                                               | Viña del Mar                                                             | Cile                                                                     | 1 – 1                                                                    | Argentina                                                                | Coppa America 1920                                                       | -                                                                        |                                                                          |
| 25/09/1920                                                               | Viña del Mar                                                             | Argentina                                                                | 2 – 0                                                                    | Brasile                                                                  | Coppa America 1920                                                       | 1                                                                        |                                                                          |
| 02/10/1921                                                               | Buenos Aires                                                             | Argentina                                                                | 1 – 0                                                                    | Brasile                                                                  | Coppa America 1921                                                       | 1                                                                        |                                                                          |
| 16/10/1921                                                               | Buenos Aires                                                             | Argentina                                                                | 3 – 0                                                                    | Paraguay                                                                 | Coppa America 1921                                                       | 1                                                                        |                                                                          |
| 30/10/1921                                                               | Buenos Aires                                                             | Argentina                                                                | 1 – 0                                                                    | Uruguay                                                                  | Coppa America 1921                                                       | 1                                                                        | 1º Titolo                                                                |
| 28/09/1922                                                               | Rio de Janeiro                                                           | Argentina                                                                | 4 – 0                                                                    | Cile                                                                     | Coppa America 1922                                                       | -                                                                        |                                                                          |
| 08/10/1922                                                               | Rio de Janeiro                                                           | Uruguay                                                                  | 1 – 0                                                                    | Argentina                                                                | Coppa America 1922                                                       | -                                                                        |                                                                          |
| 15/10/1922                                                               | Rio de Janeiro                                                           | Brasile                                                                  | 2 – 0                                                                    | Argentina                                                                | Coppa America 1922                                                       | -                                                                        |                                                                          |
| 17/12/1922                                                               | Buenos Aires                                                             | Argentina                                                                | 2 – 2                                                                    | Uruguay                                                                  | Amichevole                                                               | -                                                                        |                                                                          |
| Totale                                                                   |                                                                          | Presenze                                                                 | 15                                                                       |                                                                          | Reti                                                                     | 8                                                                        |                                                                          |

| Cronologia completa delle presenze e delle reti in nazionale ― Italia | Cronologia completa delle presenze e delle reti in nazionale ― Italia | Cronologia completa delle presenze e delle reti in nazionale ― Italia | Cronologia completa delle presenze e delle reti in nazionale ― Italia | Cronologia completa delle presenze e delle reti in nazionale ― Italia | Cronologia completa delle presenze e delle reti in nazionale ― Italia | Cronologia completa delle presenze e delle reti in nazionale ― Italia | Cronologia completa delle presenze e delle reti in nazionale ― Italia |
| Data                                                                  | Città                                                                 | In casa                                                               | Risultato                                                             | Ospiti                                                                | Competizione                                                          | Reti                                                                  | Note                                                                  |
| --------------------------------------------------------------------- | --------------------------------------------------------------------- | --------------------------------------------------------------------- | --------------------------------------------------------------------- | --------------------------------------------------------------------- | --------------------------------------------------------------------- | --------------------------------------------------------------------- | --------------------------------------------------------------------- |
| 28/10/1926                                                            | Praga                                                                 | Cecoslovacchia                                                        | 3 – 1                                                                 | Italia                                                                | Amichevole                                                            | -                                                                     |                                                                       |
| 30/01/1927                                                            | Ginevra                                                               | Svizzera                                                              | 1 – 5                                                                 | Italia                                                                | Amichevole                                                            | 1                                                                     |                                                                       |
| 20/02/1927                                                            | Milano                                                                | Italia                                                                | 2 – 2                                                                 | Cecoslovacchia                                                        | Amichevole                                                            | 1                                                                     |                                                                       |
| 24/04/1927                                                            | Parigi                                                                | Francia                                                               | 3 – 3                                                                 | Italia                                                                | Amichevole                                                            | 2                                                                     |                                                                       |
| 29/05/1927                                                            | Bologna                                                               | Italia                                                                | 2 – 0                                                                 | Spagna                                                                | Amichevole                                                            | -                                                                     |                                                                       |
| 23/10/1927                                                            | Praga                                                                 | Cecoslovacchia                                                        | 2 – 2                                                                 | Italia                                                                | Coppa Internazionale 1927-1930                                        | 2                                                                     |                                                                       |
| 06/11/1927                                                            | Bologna                                                               | Italia                                                                | 0 – 1                                                                 | Austria                                                               | Coppa Internazionale 1927-1930                                        | -                                                                     |                                                                       |
| 01/01/1928                                                            | Genova                                                                | Italia                                                                | 3 – 2                                                                 | Svizzera                                                              | Coppa Internazionale 1927-1930                                        | 2                                                                     |                                                                       |
| 25/03/1928                                                            | Roma                                                                  | Italia                                                                | 4 – 3                                                                 | Ungheria                                                              | Coppa Internazionale 1927-1930                                        | 1                                                                     |                                                                       |
| 15/04/1928                                                            | Oporto                                                                | Portogallo                                                            | 4 – 1                                                                 | Italia                                                                | Amichevole                                                            | 1                                                                     |                                                                       |
| 22/04/1928                                                            | Gijón                                                                 | Spagna                                                                | 1 – 1                                                                 | Italia                                                                | Amichevole                                                            | 1                                                                     |                                                                       |
| 14/10/1928                                                            | Zurigo                                                                | Svizzera                                                              | 2 – 3                                                                 | Italia                                                                | Coppa Internazionale 1927-1930                                        | -                                                                     |                                                                       |
| 11/11/1928                                                            | Roma                                                                  | Italia                                                                | 2 – 2                                                                 | Austria                                                               | Amichevole                                                            | -                                                                     |                                                                       |
| 02/12/1928                                                            | Milano                                                                | Italia                                                                | 3 – 2                                                                 | Paesi Bassi                                                           | Amichevole                                                            | 2                                                                     |                                                                       |
| 03/03/1929                                                            | Bologna                                                               | Italia                                                                | 4 – 2                                                                 | Cecoslovacchia                                                        | Coppa Internazionale 1927-1930                                        | 1                                                                     |                                                                       |
| 07/04/1929                                                            | Vienna                                                                | Austria                                                               | 3 – 0                                                                 | Italia                                                                | Coppa Internazionale 1927-1930                                        | -                                                                     |                                                                       |
| 13/12/1931                                                            | Torino                                                                | Italia                                                                | 3 – 2                                                                 | Ungheria                                                              | Coppa Internazionale 1931-1932                                        | 1                                                                     |                                                                       |
| Totale                                                                |                                                                       | Presenze                                                              | 17                                                                    |                                                                       | Reti (18º posto)                                                      | 15                                                                    |                                                                       |

## Palmarès

### Club
- Campionato italiano: 1 (revocato)

Torino: 1926-1927
- Campionato italiano: 1

Torino: 1927-1928
- Campionato italiano di Serie B: 1

Genoa: 1934-1935

### Nazionale
- Campeonato Sudamericano de Football: 1

Argentina: 1921
- Coppa Internazionale: 1

Italia: 1927-1930

### Individuale
- Capocannoniere di Divisione Nazionale: 1

Torino: 1927-1928 (35 gol)
- Capocannoniere della Coppa Internazionale: 1

1927-1930 (6 gol)